# Pelym (villaggio)
Pelym (in russo Пелым?) è un insediamento di tipo urbano dell'oblast' di Sverdlovsk, in Russia; costituisce il centro amministrativo del circondario urbano omonimo (городской округ Пелы́м). Assieme al circondario urbano Ivdelskij, fa parte della città di Ivdel'.
L'insediamento si trova nella Siberia occidentale, nella zona della taiga, sulla riva sinistra del fiume Pelym, 470 km a nord-nord-est di Ekaterinburg e 93 km a est-nord-est di Ivdel'.